# Ji Chang-wook
Dans ce nom coréen, le nom de famille, Ji, précède le nom personnel.
Pour les articles homonymes, voir Ji.
Ji Chang-Wook (hangeul : 지창욱 ; hanja : 池昌旭 ; RR : Ji Chang-uk ; MR : Chi Ch'anguk) est un acteur, chanteur, mannequin sud-coréen, né le 5 juillet 1987 à Anyang (Gyeonggi).
Il se fait connaître, en 2010, en endossant le premier rôle dans la série Smile Again. Dans les années qui suivent, il se verra plusieurs fois récompensé et gagne en popularité avec notamment les séries télévisées Empress Ki, Healer, The K2 et Suspicious Partner (2017), Melting Me Softly (2019), Backstreet Rookie (2020), Lovestruck in the City (2020-2021), The Sound of Magic (2022), If You Wish Upon Me (2022), Aux côtés du mal (2023), Welcome to Samdal-ri (2023)  et Queen Woo (2024). Il est ambassadeur de nombreuses marques de luxe : Rado, Park, Bello U, Bench, Armani, etc.

## Biographie
Ji Chang-Wook naît le 5 juillet 1987 à Anyang, dans la province de Gyeonggi.
Le 14 août 2017, il fait son service militaire jusqu'au 27 avril 2019.

## Filmographie

### Cinéma

#### Longs métrages
- 2008 : Sleeping Beauty (슬리핑 뷰티) de Lee Han-na : Jin-seo[3]
- 2009 : The Weird Missing Case of Mr. J ((정승필 실종사건) de Kang Seok-beom : le personnel de l'éclairage (caméo)
- 2010 : Death Bell 2 (고死 두번째 이야기: 교생실습) de Yoo Sun-dong : Soo-il
- 2013 : How to Use Guys with Secret Tips (남자사용설명서) de Lee Won-suk : le frère de Hong-jun (caméo)
- 2015 : The Long Way Home ((서부전선) de Cheon Sung-il : l'officier de conscription
- 2017 : Fabricated City ((조작된 도시) de Park Kwang-hyun : Kwon Yoo
- 2017 : Your Name. (君の名は。) de Makoto Shinkai : Taki Tachibana (doublage en version coréenne)
- 2017 : The Bros (부라더) de Chang You-jeong : Choon-bae, jeune (caméo)
- 2021 : Hard Hit (발신제한) de Kim Chang Ju : Jin Woo
- 2024 : Revolver (리볼버) de Oh Seung-uk : Andy

#### Courts métrages
- 2006 : Days… (데이즈) : Su-bin[4]
- 2011 : Confession ((자백) de[Qui ?]

### Télévision

#### Séries télévisées
- 2008 : You Stole My Heart (난 네게 반했어) : Lee Phillip
- 2009 : My Too Perfect Sons (솔약국집 아들들) : Song Mi-poong
- 2009-2010 : Hero (히어로) : Park Joon-hyung
- 2010-2011 : Smile Again (웃어라 동해야) : Dong-hae
- 2011 : Warrior Baek Dong-soo (무사 백동수) : Baek Dong-soo
- 2011-2012 : Bachelor's Vegetable Store (총각네 야채가게) : Han Tae-yang
- 2012 : Five Fingers (다섯손가락) : Yoo In-ha
- 2013-2014 : Empress Ki (기황후) : Toghon Temür / Ta Hwan
- 2014-2015 : Healer (힐러) : Seo Jung-hoo / Park Bong-soo / Healer
- 2015 : The Whirlwind Girl (旋风少女) : Chang An (saison 2)
- 2016 : The K2 (더 케이투) : Kim Je-ha / K2
- 2017 : Suspicious Partner (수상한 파트너) : Noh Ji-wook
- 2019 : Melting Me Softly (날 녹여주오) : Ma Dong-chan
- 2020 : Backstreet Rookie (편의점 샛별이) : Choi Dae-hyeon
- 2020 : Lovestruck in the City (도시남녀의 사랑법) : Park Jae-won
- 2022 : The Sound of Magic (안나라수마나라) : Lee Eul / le magicien
- 2022 : If You Wish Upon Me (당신이 소원을 말하면) : Yoon Gyeo-Ree
- 2023 : Aux côtés du mal (최악의 악) : Park Jun-mo
- 2023-2024 :  Welcome to Samdal-ri (웰컴투 삼달리) : Yong Pil
- 2024 : Queen Woo (우씨왕후) : Go Nam-mu / le roi Gogukcheon
- 2024 : Gangnam B-Side (강남 비-사이드) : Jo Woo-Jin
- prévu pour 2025 : The Manipulated (조각도시) : Park Tae-jeong

### Émissions de télévision
- 2022 : Young Actors' Retreat
- 2024 : My name is Gabriel : Pipe

## Comédies musicales
- 2007 : Fire and Ice[5]
- 2010 : Thrill Me (쓰릴미) : Richard Loeb[6]
- 2013 : Jack the Ripper (살인마 잭) : Daniel[7]
- 2013 : Brothers Were Brave (형제는 용감했다) : Lee Joo-bong[8]
- 2013-2017 : The Days (그날들) : Mu-young[9],[10]
- 2018-2019 : Army musical Shinheung Military Academy (신흥무관학교) : Dong-gyu[11]
- 2023 : The Days (그날들) : Mu-young[12].

## Distinctions

### Récompenses
- KBS Drama Awards 2011 : prix d'excellence en interprétation pour Smile Again[13]
- SBS Drama Awards 2011 : prix du nouvel acteur pour Warrior Baek Dong-soo[13]
- The Musical Awards 2013 : meilleur espoir masculin pour The Days[14]
- MBC Drama Awards 2013 : prix d'excellence en interprétation dans une série spéciale pour Empress Ki[15]
- KBS Drama Awards 2014 :
  - Prix de la popularité pour Healer[16]
  - Meilleur duo pour Healer, partagé avec Park Min-young[17]
- China TV Drama Awards 2015 : meilleur acteur étranger pour Healer[18]
- Asia Artist Awards 2019 :
  - Meilleur artiste masculin[19]
  - Meilleur acteur[20]
- Asian Film Awards 2023 : prix de la prochaine génération[21]
- 11th Korean Film Producers Association Awards 2024 : prix du meilleur acteur dans un second rôle pour Revolver [22]
- SeoulCon Apan Star Awards 2024 : prix du meilleur acteur dans une mini série pour Welcome to Samdalri [23]

### Nominations
- KBS Drama Awards 2010 : meilleur espoir masculin pour Smile Again
- Korea Drama Awards 2011 : meilleur espoir masculin pour Smile again
- SBS Drama Awards 2012 : prix d'excellence en interprétation pour Five Fingers
- KBS Drama Awards 2014 : prix d'excellence en interprétation pour Healer
- Baeksang Arts Awards 2017 : meilleur espoir masculin pour le film Fabricated City